# Bondes de Santos
A rede de bondes da cidade de Santos foi inaugurada em 1 de abril de 1870, administrada pela Empresa de Bondes da Vila Mathias. A partir de 9 de abril de 1909 a rede foi eletrificada e explorada pela The City of Santos Improvements Co. Ltd.. A partir de 1 de janeiro de 1952, o serviço passou a ser administrado pelo Serviço Municipal de Transportes Coletivos (SMTC) até 28 de fevereiro de 1971, quando todas as linhas foram desativadas. No ano de 2000 foi inaugurada uma Linha Turística do Bonde, no Centro Histórico, que em 2009 foi ampliada, recebendo vários veículos inclusive de outros países. Atualmente conta com 6 elétricos em circulação e 5 km de via. Desde janeiro de 2016, o ponto de embarque é na Estação do Valongo (Largo Marquês de Monte Alegre nº 2), em frente ao Museu Pelé.

## História

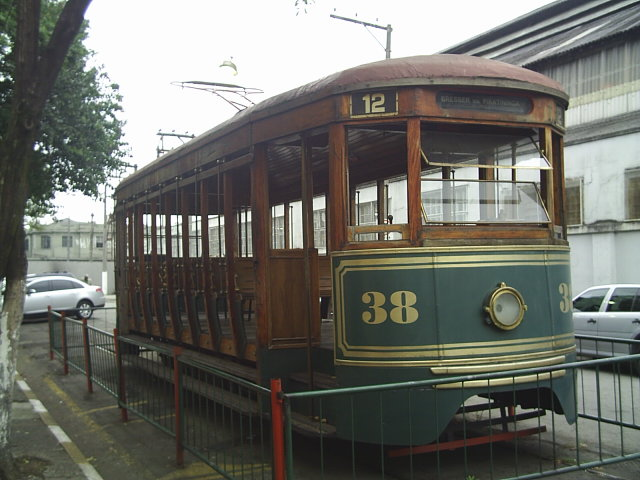
Bonde CSIC 38 abandonado no Memorial do Imigrante, hoje em restauração em Santos para voltar a circular

### O Início
Sessenta quilômetros ao sul de São Paulo, Santos é uma das cidades mais antigas da América do Sul (1534) e o porto mais movimentado do Brasil. Metade das exportações do país, incluindo grande parte do café consumido no mundo, passam por esta cidade, que ocupa a metade oriental da ilha de São Vicente, em uma área pantanosa, entre as montanhas eo mar. A zona do porto, no lado norte da ilha e comunidades de praia, a sul, estavam ligados por um sistema de bondes, há quase 100 anos. Havia também uma linha de eléctrico na ilha de Santo Amaro. A população da região metropolitana (incluindo São Vicente) foi de cerca de 100.000 em 1910, é de 1,6 milhões de hoje.

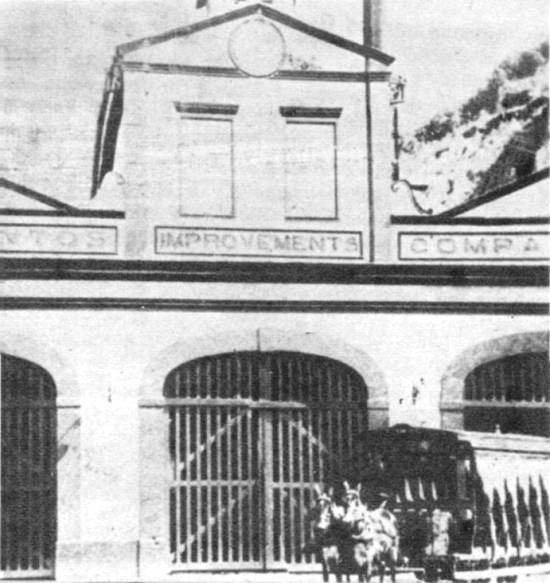
Bonde a Burros saindo da garagem no início do século XX.

Dois sistemas separados de bondes a burros foram desenvolvidos no século XIX. A Companhia Melhoramentos da Cidade de Santos abriram uma linha de bonde bitola 800 mm a partir da estação de trem para a praia em 8 de outubro de 1871, este foi um ano antes do primeiro bonde funcionar em São Paulo. A cidade de São Vicente, no lado ocidental da ilha, inaugurou com bitola 1 350 mm um sistema de bondes interurbanos para Santos (via Matadouro) em 24 de outubro de 1875. A Companhia Carris de Ferro da Villa de São Vicente, convertido esta linha 9 km de tracção a vapor em 1885, a sua peculiar bitola de 1 350 mm seria aprovada pelo sistema de bondes elétricos de Santos 25 anos depois. Em 1897 os bondes de ambos os Santos e São Vicente - 83 bondes de passageiros, 78 bondes de carga, 6 carros de bagagem, seis locomotivas suíças e 573 mulas - foram adquiridos pela Companhia Viação Paulista, que também operava eléctricos na cidade de São Paulo.

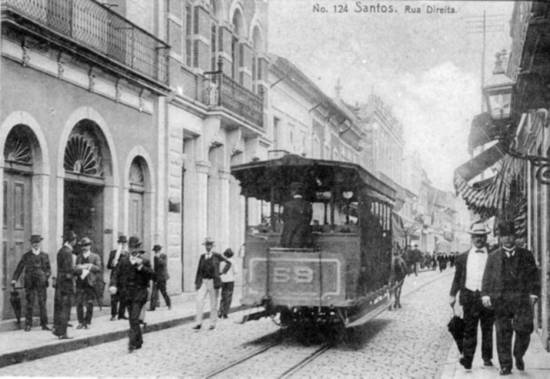
Bonde a Burros 59 na Rua XV de Novembro.

Uma empresa local, a Empresa Ferro-Carril Santista, assumiu em 1901 e contratou James Mitchell, do Rio de Janeiro para a eletrificação. James Mitchell construiu o primeiro da América do Sul bondes elétricos no Rio de Janeiro na década de 1890 e manteve a franquia General Electric para o Brasil. Ele também se tornou Gerente Geral da São Paulo Tramway, Light & Power Company, em 1901. Mitchell ordenou geradores General Electric, caldeiras Babcock & Wilcox, motores a vapor Ide, caminhões Peckham e outros materiais de Nova York, e vinte bondes elétricos de nove bancos de Trajano de Medeiros, no Rio de Janeiro. Mas havia problemas financeiros e o projeto foi abandonado. Os carros e caminhões foram transferidos para novos bondes elétricos de São Paulo em 1903. Os outros equipamento foi vendido à City of Santos Improvements Company, a empresa inglesa que forneceu a cidade água, gás e electricidade e que comprou a franquia de bondes em 20 de fevereiro de 1904.

### Os Bondes Elétricos

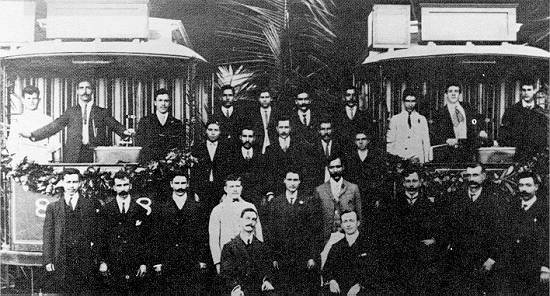
Inauguração dos Bondes Elétricos, em 1909.

A CSIC começou a construção de um novo sistema de bondes em 1907 e ordenou dezoito bondes elétricos de nove bancos para Hurst Nelson & Company em Motherwell, Escócia, em 3 de junho de 1908. A bitola de 1 350 mm o bonde de São Vicente foi aprovada a operação elétrica, do centro de Santos para São Vicente pelo José Menino, foi inaugurada em 28 de abril de 1909. A segunda linha, a São Vicente via Matadouro, o percurso do bonde a vapor anterior, foi inaugurada um mês depois. O último bonde à mulas correu em 3 de maio de 1912.

### Expansão
A City of Santos Improvements Company operou o sistema de bondes elétricos em Santos por quase meio século. A Hurst Nelson forneceu equipamentos até 1951 - Santos foi seu único cliente latino-americano: 48 bondes de passageiros, 20 bondes de mercadorias, 4 bondes de bagagem, um bonde dos correios, 2 bondes de irrigadores e milhares de peças. A CSIC também adquiriu um bonde de passageiros da St. Louis Car Company, em 1908, dois carros de nove bancos da United Electric em 1915, e três bondes de doze bancos da Ateliers Métallurgiques da Bélgica em 1928. Em 1915 os números de carros foram dobrados e em 1919 a empresa começou a construir seus próprios carros, incluindo modelos de bondes de dois truques. Havia uma empresa de transporte rápido e em 1917, alegou-se que os moradores de Santos tinham a maior proporção de bondes para passageiros de qualquer cidade da América do Sul.
Em 1925 bondes rápidos, fazendo paradas limitadas, foram introduzidos nas linhas da praia. Passageiras mulheres reclamaram, no entanto, que os homens sobem quando os bondes estavam em movimento e tomam os lugares. Bondes expressos foram introduzidas em duas rotas em 1926: eles pararam para senhoras, não permitem homens sobre os estribos e recusam pessoas carregando pacotes. Pantógrafos Bow foram substituídos em todos os bondes em 1930 e em 1935 a CSIC construiu dois enormes bondes de seis eixos articulados, números CSIC 300 e CSIC 302. Cada um teve 18 bancos e sentou-se 90 passageiros.
Em 1929, 75% das ações da CSIC foi adquirida pela Brazilian Traction, Light & Power Company, a empresa canadense que também controlava bondes no Rio de Janeiro, em São Paulo e em Sorocaba. A CSIC construiu seu último bonde em 1942 eo relatório do IBGE para 1945 mostra 139 bondes de passageiros a motor, 80 reboques para passageiros, 53 bondes de mercadorias e 86 km de pista.

### Decadência
Em 1 de janeiro de 1952 os canadenses abandonaram operação para o Serviço Municipal de Transportes Coletivos. O SMTC começou a reconstruir os bondes abertos, como veículos fechados, em 1954, calculou-se que as tarifas salvas em dois meses iria pagar a reconstrução. Um sistema de trólebus (Trólebus de Santos entrou em funcionamento em 12 de agosto de 1963 e ainda havia alguns bondes abertos em serviço quando o último bonde correu em Santos em 28 de fevereiro de 1971 - 99 anos e quatro meses após o serviço de bondes na cidade havia começado. Foi o último encerramento de um grande sistema de bondes no Brasil.

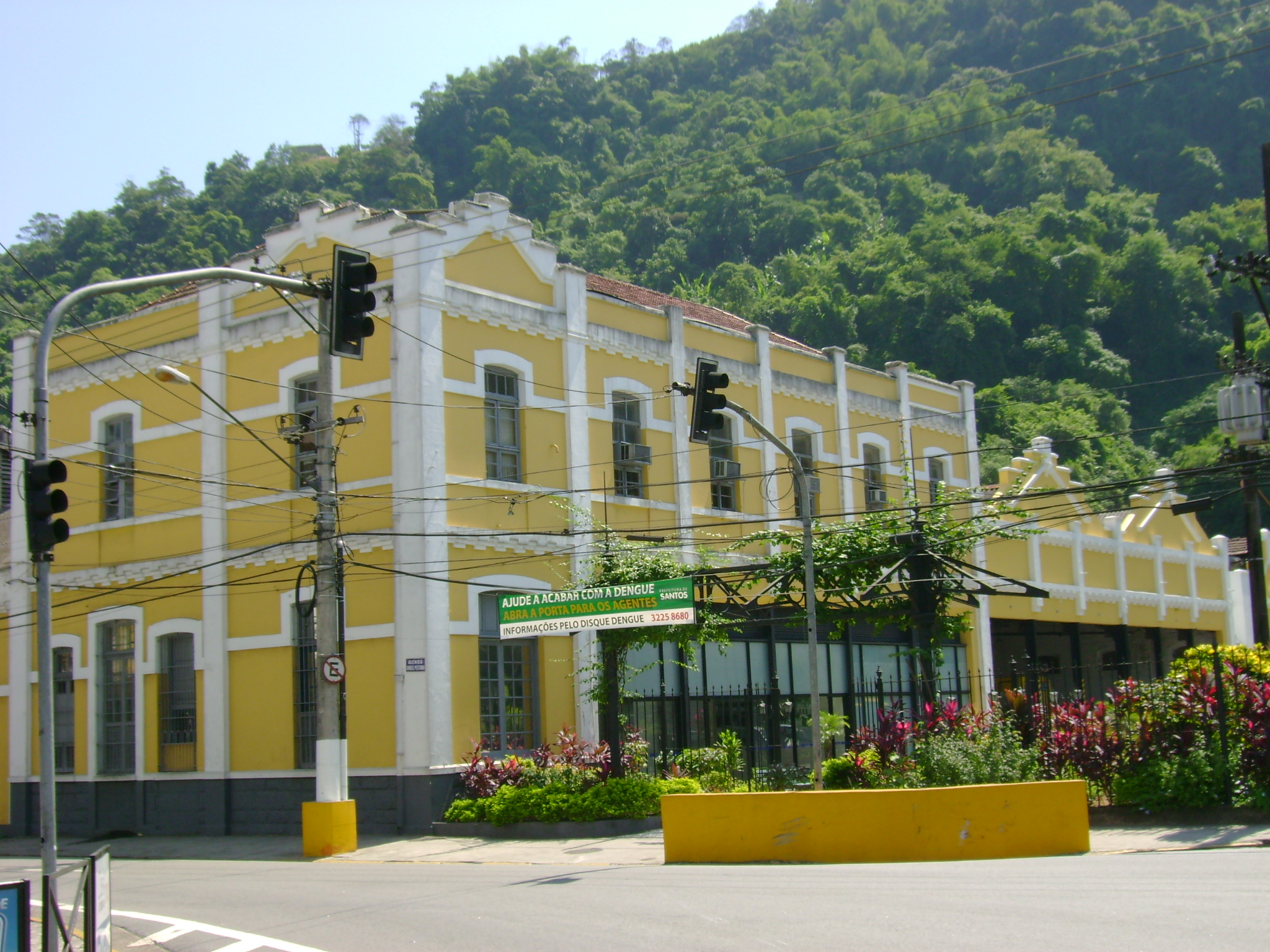
Garagem dos bondes da Vila Mathias, onde são restaurados os bondes do sistema

Os bondes CSIC 40 e CSIC 46 foram preservados na Vila Matias e o CSIC 218 foi colocado em exposição na Rua das Flores, em Curitiba, estado do Paraná. Em 15 de março de 1975, o nome do operador de trólebus foi alterado para Companhia Santista de Transportes Coletivos.

### Reconstrução
Magicamente, a história de bondes de Santos não param por aí. Em 1984, o prefeito Paulo Gomes Barbosa desenterrou 900 m de trilhos na Avenida Bartolomeu de Gusmão, junto a Praia do Embaré e, em 10 de junho daquele ano, colocou o restaurado CSIC 46 em serviço. A CSTC foi o segundo dos bondes turísticos do Brasil (depois de Campinas) por dois anos. Infelizmente, a linha estava muito longe do depósito da Vila Matias, e a manutenção, tornou-se um problema, e terminou o serviço em outubro de 1986.
Quatorze anos depois, Santos construiu outra linha turística, na parte velha comercial da cidade, ligando a Praça Mauá com a estação de trem e vários pontos históricos. Restaurado carro CSIC 84 com novo número 32 entrou em funcionamento em um loop de 1,7 km, em 23 de setembro de 2000. Um reboque (bonde a burros) foi adicionado em outubro e o bonde fechado CSIC 40 se juntou à frota em 2002. Santos importou três eléctricos antigos do Porto, Portugal, em 2005 e dois de Turim, Itália, em 2006. Atualmente o circuito foi ampliado em 5 km até o Mont Serrat. 

## Rede

### Linhas
Inaugurada em 2000, ia até a Praça Barão do Rio Branco. Em 2009 foi ampliada, primeiramente até o Outeiro de Santa Catarina e depois até o Monte Serrat.
| Urban head station |

| Urban station on track |

| Urban station on track |

| Urban station on track |

| Urban station on track |

| Unknown route-map component "uABZgl" |

| Urban station on track |

| Urban station on track |

| Urban station on track |

| Urban station on track |

| Urban station on track |

| Urban station on track |

| Urban station on track |

| Urban station on track |

| Urban station on track |

| Urban station on track |

| Urban station on track |

| Urban station on track |

| Urban station on track |

| Urban station on track |

| Urban End station |

| Urban head station |

| Urban station on track |

| Urban station on track |

| Urban station on track |

| Urban station on track |

| Unknown route-map component "uABZgl" |

| Urban station on track |

| Urban station on track |

| Urban station on track |

| Urban station on track |

| Urban station on track |

| Urban station on track |

| Urban station on track |

| Urban station on track |

| Urban station on track |

| Urban station on track |

| Urban station on track |

| Urban station on track |

| Urban station on track |

| Urban station on track |

| Urban End station |

|  | Esta seção pode conter informações desatualizadas. Se tem conhecimento sobre o tema abordado, edite a página e inclua as informações mais recentes, citando fontes confiáveis e independentes. —Encontre fontes: ABW • CAPES • Google (notícias • livros • acadêmico) |

| Ícone de esboço | Este artigo sobre transporte ferroviário é um esboço. Você pode ajudar a Wikipédia expandindo-o. |